# قلعة الناي
قلعة الناي قلعة عراقية قديمة تعود إلى العهد الفارسي، وتقع في وسط أراضي المنطقة التي تسمى الغرفة (أراضي زراعية تقع بين الخالص و إنجانة)، شرقي نهر العظيم، والتابعة إلى محافظة ديالى. وهذه القلعة مسورة بسور من اللبن، مربع الشكل طول ضلعه (55م)، وحجم اللبنة الواحدة (45×45×15سم) . وهذا الحجم الكبير للبن يجعلها تشبه قلعة أم الرؤوس الأثرية الواقعة على الضفة الشرقية لنهر الفرات على بعد (35 كم) من شمال غربي الفلوجة.
وجاء في كتاب مجمع النوادر ذكر قلعة ناي، حيث ورد مايلي: لم يتحقق موقع ناي، وقد ورد ذكر هذا المكان في كتاب نزهة القلوب لحمد الله المستوفي، في فصل (ربع
مرو شاهجان) فقال: ان قلعة ناي كانت محبس مسعود بن سعد بن سلمان.